# Sharon Shannon

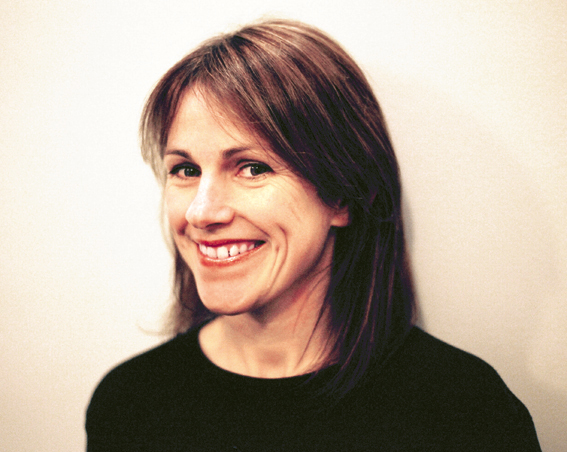
Sharon Shannon (2006)

Sharon Shannon (* 12. November 1968 in Corofin, County Clare) ist eine irische Folk-Musikerin.

## Biografie

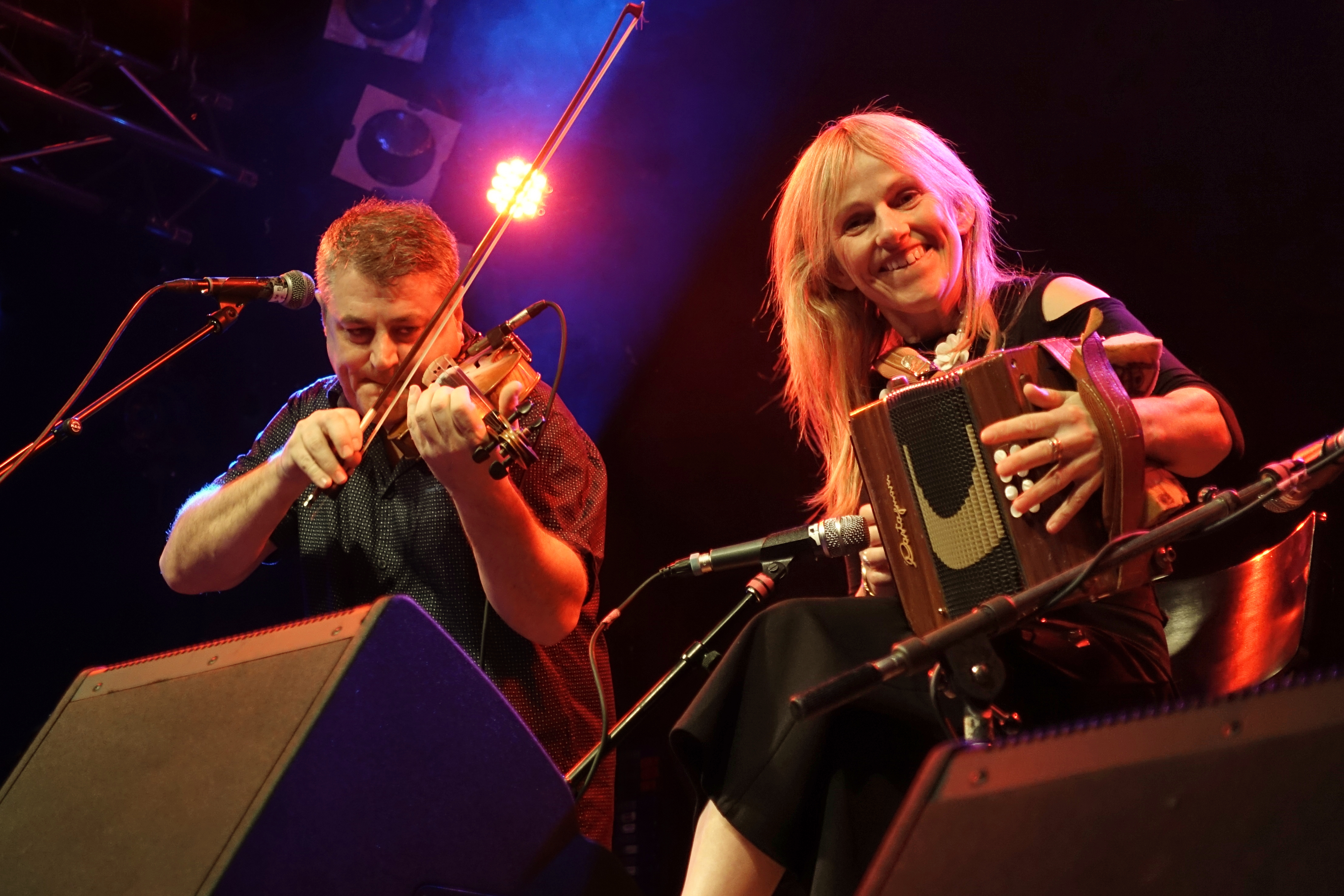
Sharon Shannon und Band, Knust Hamburg 10/2018

Sharon Shannon stammt aus einer musikalischen irischen Familie: Die Eltern waren Tänzer und sie und ihre drei Geschwister lernten als Kinder verschiedene Instrumente. Sharon spielt Akkordeon und Geige.
In jungen Jahren gründete sie die Band Arcady, machte sich dann aber Ende der 1980er Jahre an eine Solokarriere. Bei Aufnahmen für ein Album lernte sie zwei Mitglieder der Waterboys kennen und schloss sich der Band an. Auf dem Album Room to Roam ist sie vertreten, es war aber das letzte der Waterboys vor der Auflösung.
Danach vollendete sie ihr Soloalbum mit dem Titel Sharon Shannon, das 1991 ein großer Debüterfolg für sie wurde. Gemeinsam mit einigen anderen irischen Musikerinnen nahm sie daraufhin den Sampler A Woman's Heart auf, zu dem sie die Titel Blackbird und Coridinio beitrug. Das Album verkaufte sich an die 200.000 Mal und wurde damit das bis dahin meistverkaufte irische Album und Shannon zu einer der populärsten irischen Musiker.
In den folgenden Jahren veröffentlichte sie regelmäßig erfolgreiche Alben. Sie machte dabei immer wieder Anleihen bei Musikstilen anderer Länder wie Jamaika, Finnland und Portugal. Beim Album Out the Gap (1994) arbeitete sie mit einem Reggae-Produzenten zusammen, auf Each Little Thing interpretierte sie neben einem chilenischen Lied auch Stücke von Grace Jones und Fleetwood Mac. Die Diamond Mountain Sessions (2000) bewegten sich in Richtung des amerikanischen Alternative Country und verhalfen ihr auch zu einigem Erfolg in den Vereinigten Staaten.
Neben ihren Soloauftritten spielt sie auch zusammen mit ihrer Band, den Woodchoppers, zu der auch ihre Schwester Mary Shannon, selbst eine erfolgreiche Mandoline-Spielerin, gehört.
Sharon Shannon erreichte mit ihren Alben immer wieder die vorderen Plätze der irischen Charts und konnte auch kleinere Single-Hits landen. Ihren größten Hit hatte sie aber 2007 mit The Galway Girl. Ursprünglich hatte sie das Lied 2000 mit dem Autor Steve Earle aufgenommen. Bei einem Konzert spielte sie das Lied zusammen mit dem irischen Sänger Mundy. Der Mitschnitt landete im Radio und wurde dort regelmäßig gespielt. Eine Studioaufnahme wurde daraufhin zum Nummer-1-Hit und zur meistverkauften Downloadsingle 2007. Ihre Best-of-Compilation 2008, die The Galway Girl benannt wurde, erreichte ebenfalls Platz 1 bei den Alben.  Am 11. Juni 2016 präsentierten Shannon und Mundy das Lied in Galway City bei einer Street Performance gemeinsam mit über 15.000 Teilnehmern, darunter We Banjo 3, Amazing Apples, Roisin Seoighe, Lackagh Comhaltas und der Galway Rose Rosie Burke.

## Diskografie

### Alben
| Jahr | Titel                                        | Höchstplatzierung, Gesamtwochen, AuszeichnungChartsChartplatzierungen (Jahr, Titel, Platzierungen, Wochen, Auszeichnungen, Anmerkungen) | Anmerkungen               |
| Jahr | Titel                                        | IE | Anmerkungen               |
| ---- | -------------------------------------------- | --- | ------------------------- |
| 2000 | The Diamond Mountain Sessions                | IE4 (45 Wo.)IE | Sharon Shannon & Friends  |
| 2003 | Libertango                                   | IE4 (7 Wo.)IE |                           |
| 2005 | The Collection 1990-2005                     | IE2 ×2Doppelplatin · (19 Wo.)IE |                           |
| 2006 | Live at Dolans                               | IE25 (14 Wo.)IE | Sharon Shannon & Big Band |
| 2007 | Renegade                                     | IE52 (5 Wo.)IE |                           |
| 2008 | The Galway Girl – The Best of Sharon Shannon | IE1 ×3Dreifachplatin · (89 Wo.)IE |                           |
| 2009 | Saints & Scoundrels                          | IE6 Gold · (11 Wo.)IE |                           |
| 2010 | Collaborations                               | IE38 (7 Wo.)IE |                           |
| 2012 | Flying Circus                                | IE61 (6 Wo.)IE | mit Jim Murray            |
| 2013 | 21 – Definitive                              | IE20 (9 Wo.)IE |                           |
| 2016 | In Galway                                    | IE42 (2 Wo.)IE | mit Alan Connor           |
| 2017 | Sacred Earth                                 | IE23 (3 Wo.)IE |                           |
| 2020 | The Reckoning                                | IE34 (3 Wo.)IE |                           |

Weitere Alben
- 1991: Sharon Shannon
- 1994: Out the Gap
- 1997: Each Little Thing
- 2002: Live in Galway
- 2005: Tunes

### Singles
| Jahr | Titel Album           | Höchstplatzierung, Gesamtwochen, AuszeichnungChartplatzierungen (Jahr, Titel, Album, Platzierungen, Wochen, Auszeichnungen, Anmerkungen) | Höchstplatzierung, Gesamtwochen, AuszeichnungChartplatzierungen (Jahr, Titel, Album, Platzierungen, Wochen, Auszeichnungen, Anmerkungen) | Anmerkungen                                                                                  |
| Jahr | Titel Album           | IE | UK | Anmerkungen                                                                                  |
| ---- | --------------------- | --- | --- | -------------------------------------------------------------------------------------------- |
| 1994 | The Bungee Jumpers –  | IE30 (1 Wo.)IE | — |                                                                                              |
| 1997 | Bag of Cats –         | IE20 (4 Wo.)IE | — |                                                                                              |
| 2003 | What You Make It –    | IE38 (2 Wo.)IE | — |                                                                                              |
| 2007 | The Galway Girl –     | IE1 (83 Wo.)IE | — | Mundy & Sharon Shannon                                                                       |
| 2008 | The Galway Girl –     | IE26 (9 Wo.)IE | UK67 Silber · (3 Wo.)UK | mit Steve Earle                                                                              |
| 2008 | Strange Boat –        | IE16 (3 Wo.)IE | — | mit Eleanor Shanley with Mike Scott, Eddi Reader, Alec Finn, Sharon Shannon, Paul O’Driscoll |
| 2014 | Hold On to Your Hat – | IE42 (1 Wo.)IE | — | mit Derek Ryan                                                                               |